# Dioumaténé
Dioumaténé è un comune rurale del Mali facente parte del circondario di Kadiolo, nella regione di Sikasso.
Il comune è composto da 5 nuclei abitati:
- Dioumaténé
- Katon
- Nafégué
- Vata
- Zankoudougou